# Come mi vedono gli altri
Come mi vedono gli altri è una canzone scritta da Luigi Tenco, con la musica di Gianfranco Reverberi il brano fu pubblicato nell'LP Luigi Tenco.

## Il significato del testo
Un valzer fiabesco immaginando di potersi osservare dall'esterno, ma con il timore di rimanere delusi da sé stessi..